# Freycinetia hydra
Freycinetia hydra är en enhjärtbladig växtart som beskrevs av Benjamin Clemens Masterman Stone. Freycinetia hydra ingår i släktet Freycinetia och familjen Pandanaceae.
Artens utbredningsområde är Nya Kaledonien.

## Underarter
Arten delas in i följande underarter:
- F. h. apodistigma
- F. h. hydra